# Ъруин Роуз
Ъруин Роуз (на английски: Irwin Rose) е американски биолог, носител на Нобелова награда за химия за 2004 година, заедно с Аарон Цихановер и Аврам Хершко, „за откритието на убиквитин-зависимото разграждане на белтъци“.

## Биография
Роден е на 16 юли 1926 година в Ню Йорк, САЩ. Следва във Вашингтонския щатски университет за една година, след което отбива военната си служба в американския флот по време на Втората световна война. След като се връща от фронта, подновява следването си и получава бакалавърска степен през 1948 г., а по-късно и докторска степен по биохимия през 1952 г. от Чикагския университет. Към 2007 г. е изтъкнат професор към Департамента по физиология и биофизика в Колежа по медицина към Калифорнийския университет, Ървайн.
Ъруин обучава няколко известни учени, докато работи във Фокс Чейс Кансър Сентър, Филаделфия, мястото където прави откритията си за убиквитина. Сред имената на неговите ученици са:
- Арт Хаас – първият учен, който открива полиубиквитинови вериги;
- Кейт Уилкинсън – първа идентифицира APF-1 като убиквитин;
- Сесили Пикарт – световноизвестен ензимолог със значителни приноси в описанието на убиквитиновата система.

## Публикации
- Hershko, A., Ciechanover, A., and Rose, I.A. (1979) „Resolution of the ATP-dependent proteolytic system from reticulocytes: A component that interacts with ATP“. Proc. Natl. Acad. Sci. USA 76, pp. 3107 – 3110.
- Hershko, A., Ciechanover, A., Heller, H., Haas, A.L., and Rose I.A. (1980) „Proposed role of ATP in protein breakdown: Conjugation of proteins with multiple chains of the polypeptide of ATP-dependent proteolysis“. Proc. Natl. Acad. Sci. USA 77, pp. 1783 – 1786.